# Estación de ferrocarril de Tsjinvali
La Estación de ferrocarril de Tsjinvali (en ruso: Станция Цхинвали; literalmente Estación de Tsjinvali; en georgiano: ცხინვალის სადგური) fue una terminal de trenes en la capital de Osetia del Sur, la ciudad de Tsjinvali.
Hasta 1991 la estación era el punto final de la línea de 33 kilómetros de vía férrea de Transcaucasia desde la estación en Gori . Actualmente , el servicio ferroviario no está disponible, por lo que el edificio se utiliza como una estación de autobuses.
El ferrocarril Gori , Georgia- Tsjinvali fue inaugurado el 8 de junio de 1940. En ese momento Tsjinvali fue llamado Stalinir.
En 1991 el ferrocarril fue detenido a causa de la guerra con Georgia.
En 1992, el edificio de la estación fue destruido por el ejército georgiano y reconstruido solo en 2002.
En 2004 Gobierno de Georgia quería reabrir el ferrocarril de pasajeros y mercancías , pero después que accedió al poder el presidente Saakashvili , se olvidaron los planes.
En 2008, tras el conflicto ruso-georgiano del gobierno ruso anunció su intención de construir un ferrocarril de Vladikavkaz a Tsjinvali , pero los planes nunca se desarrollaron.
Ahora la estación se utiliza como la principal estación de autobuses de la ciudad.